# Bernardino Ludovisi

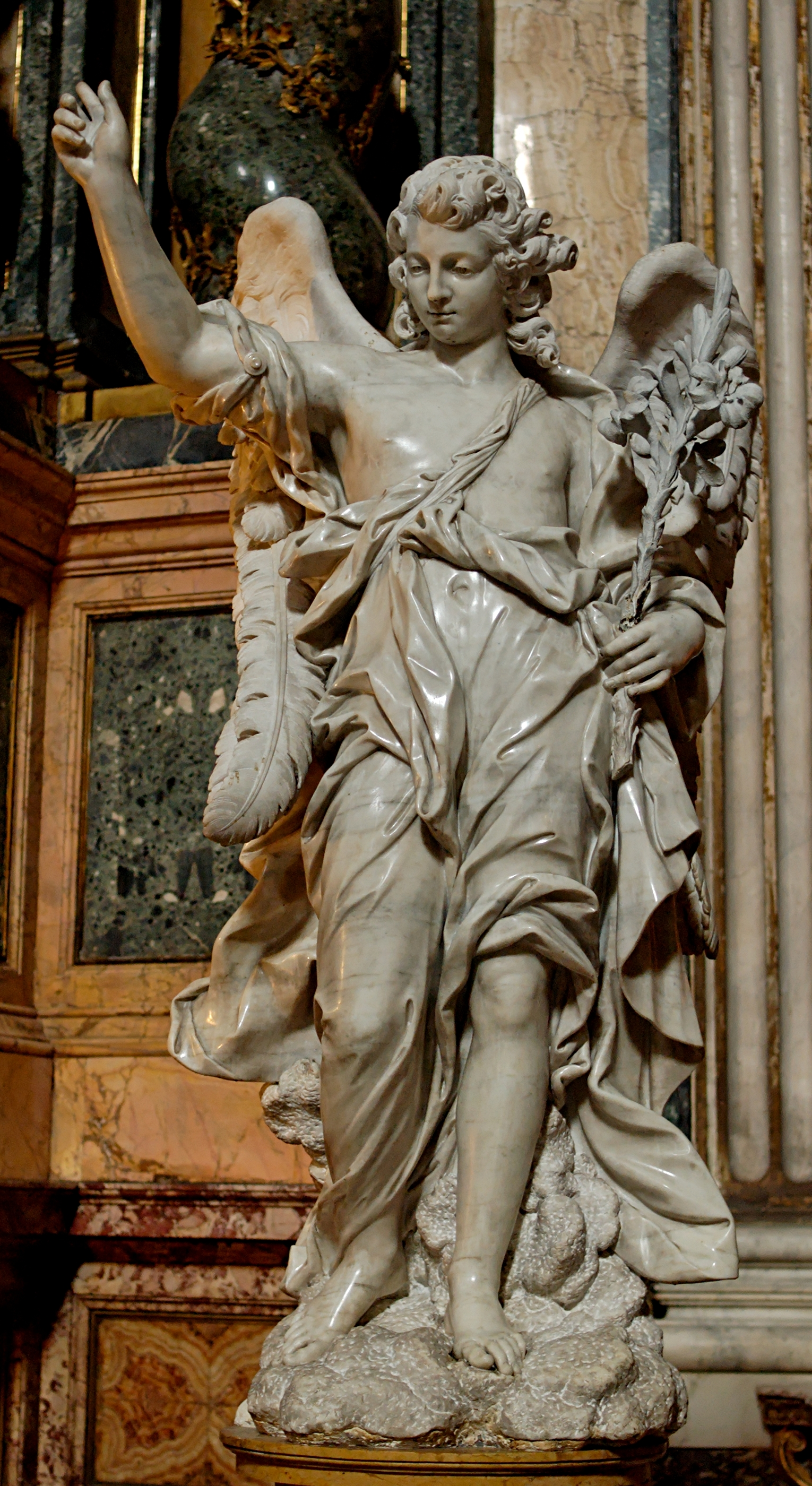
Angelo con gigli, altare di San Luigi Gonzaga nella Chiesa di Sant'Ignazio di Loyola, Roma, 1748.

Bernardino Ludovisi, noto come Bernardo (1693 – 11 dicembre 1749), è stato uno scultore italiano.

## Biografia
Non si sa molto della sua vita. I Ludovisi erano un'antica famiglia originaria di Bologna . Bernardino sembra abbia trascorso gran parte della sua vita e della sua carriera a Roma. È un esempio di scultore prolifico del suo tempo, ampiamente trascurato nell'epoca contemporanea.
Ludovisi prese parte a diversi importanti progetti scultorei del suo tempo, come la Fontana di Trevi, le opere scultoree del colonnato della Basilica di San Pietro e la facciata di San Giovanni in Laterano. Fu uno dei sei scultori italiani che assegnarono incarichi ausiliari agli scultori francesi Pierre Le Gros il Giovane e Jean-Baptiste Théodon, lavorando alla Cappella di Sant'Ignazio nella Chiesa del Gesù. Fu anche uno degli scultori incaricati dal re Giovanni V del Portogallo per la realizzazione di sculture per il Palazzo di Mafra. Negli ultimi anni della sua vita la famiglia Colonna, i cui componenti erano illustri mecenati delle arti, gli commissionò diverse opere, tra cui i monumenti funerari di Filippo II Colonna e Maria Rospigliosi Salviati (quest'ultimo commissionato da Caterina Salviati Colonna), e un busto raffigurante Papa Benedetto XIV (un dono da parte del monsignore, in seguito divenuto cardinale, Marcantonio Colonna al Pontefice).
Ludovisi ha cominciato nello stile del classicismo barocco; tuttavia, maturando, predilisse il gusto francese di Le Gros ed il Rococò, incarnando una successiva sfumatura più delicata del Barocco italiano, la quale Enggass rinominò barocchetto. Il suo stile è caratterizzato dall'attenzione ai dettagli, un utilizzo del colore d'effetto ed una maniera pittorica nei suoi rilievi.

## Opere di Ludovisi

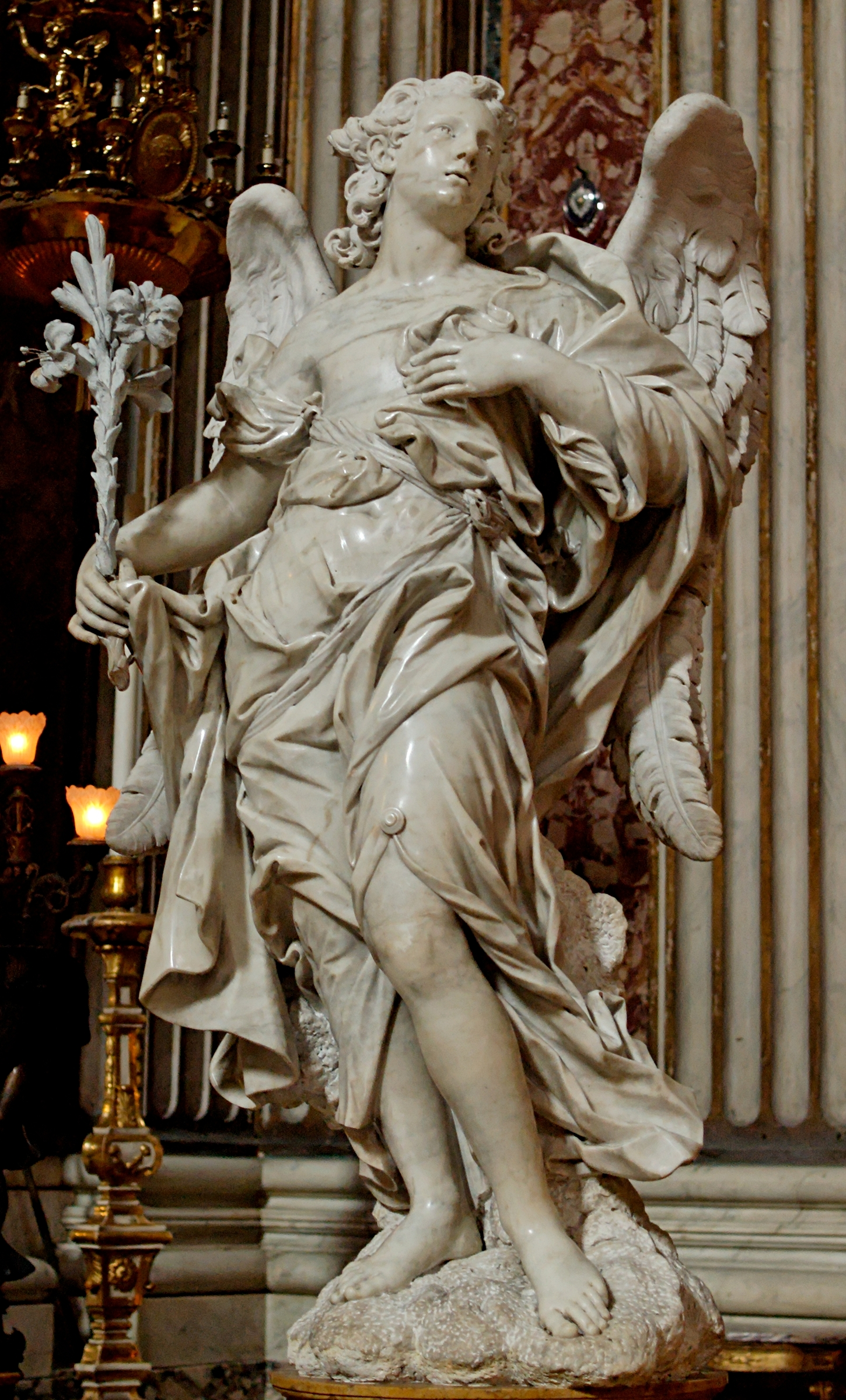
Angelo con gigli, altare di San Luigi Gonzaga nella Chiesa di Sant'Ignazio di Loyola, Roma, 1748 circa.

- Quattro Evangelisti (stucco, 1703-1724 circa), facciata della Chiesa della Santissima Trinità dei Pellegrini, Roma .
- Dio Padre (marmo, bronzo e lapislazzuli,[2] 1726), Cappella di Sant'Ignazio, Chiesa del Gesù, Roma.
- Carità ( terracotta, 1728 ca.), Museo di Palazzo Venezia, Roma (attribuito).
- Busto del cardinale Pompeo Aldrovandi (1728), Accademia di belle arti di Bologna .
- Carità (travertino, 1728-1730 ca.), Basilica di San Pietro in Vaticano, Roma.
- San Gaetano Thiene (marmo, 1733), portico della Basilica di Nostra Signora e di Sant'Antonio, Mafra, Portogallo .
- San Francesco da Paola (marmo, 1733), portico della Basilica di Nostra Signora e di Sant'Antonio, Mafra, Portogallo.
- Sant'Agostino (travertino, 1735 ca.), sulla balaustra della facciata principale, Basilica di San Giovanni in Laterano, Roma.
- Nascita di Giovanni Battista (rilievo, 1735 circa), nartece, Basilica di San Giovanni in Laterano, Roma.
- Caritas Romana (terracotta, 1735 ca.), Museo dell'Ermitage, San Pietroburgo .
- Fertilità dei campi (marmo, 1736), Fontana di Trevi, Roma.
- Teste di angeli e cherubini (stucco, 1735-1740 ca.), presbiterio, Basilica di Santa Maria degli Angeli e dei Martiri, Roma.
- Maria Maddalena (marmo, 1735-1740 ca.), Spencer Museum of Art, Università del Kansas, Lawrence (attribuito).
- Caritas Romana (marmo, 1737), Giardino Botanico Tropicale, Lisbona .
- Copia della Caritas Romana (marmo, data sconosciuta), Museo d'arte di Ponce, Porto Rico (artista sconosciuto).
- Gloria alata (terracotta, 1742 circa), Museo dell'Ermitage, San Pietroburgo.
- Giovanni Patrizi offre le sue ricchezze al papa (rilievo in marmo, 1743), nartece, Basilica di Santa Maria Maggiore, Roma.
- Papa (non identificato) (Travertino, 1743-1744 ca.), in cima alla facciata, Basilica di Santa Maria Maggiore, Roma.
- San Giovanni Battista che predica nel deserto (rilievo in marmo, 1743-1747), volta, Cappella di San Giovanni Battista, Monastero di San Rocco, Lisbona.
- Due putti ( argento, 1743–1747) accanto all' altare dell'Adorazione dell'Agnello di Dio, Museo di San Rocco, Lisbona.
- Tomba del cardinale Giorgio Spinola (marmi bianchi e policromi, gesso, bronzo, 1744), navata sinistra, Chiesa di San Salvatore alle Coppelle, Roma.
- Tomba del principe Filippo II Colonna (marmi bianchi e policromi con bronzo dorato, 1745), Collegiata di Sant'Andrea, Paliano, Italia.
- Busto di Papa Benedetto XIV (marmo bianco, bronzo dorato, pietre preziose, 1746), collezione privata.
- Gloria degli angeli (marmo, bronzo dorato e stucco, 1747), presbiterio, Basilica di Sant'Apollinare, Roma.
- Angeli con gigli (marmo, 1748 ca.), balaustra, Cappella di San Luigi Gonzaga, Chiesa di Sant'Ignazio di Loyola, Roma.
- Due putti (marmo, 1748 ca.), sarcofago, Cappella di San Luigi Gonzaga, Chiesa di Sant'Ignazio di Loyola, Roma (attribuito).
- Monumento di Maria Rospigliosi Salviati (marmi bianchi e colorati, 1749), Cappella Colonna, Basilica dei Santi XII Apostoli, Roma .
- L'evangelista Matteo (terracotta, senza data), Musei statali di Berlino .
- Monumento funebre di Don Porfirio Antonini, Chiesa di San Giovanni in Ayno, Roma (non più utilizzata come chiesa, la tomba è andata distrutta).